# Gran Premio del Brasile 1972
Il Gran Premio del Brasile 1972 (I Grande Prêmio do Brasil) fu una gara di Formula 1 non valida per il campionato del mondo che si disputò il 30 marzo 1972 sul Circuito di Interlagos.  Si posizionò nel calendario di Formula 1 dopo le due tradizionali gare d'apertura corse in Argentina a gennaio e Sudafrica il 4 marzo e la Race of Champions il 19 marzo. Fu, di fatto, la prova generale prima dell'inserimento del gran premio nel calendario ufficiale avvenuto l'anno seguente.
La gara venne vinta da Carlos Reutemann su Brabham, che precedette Ronnie Peterson su March. Questa fu la prima affermazione per il pilota argentino in una gara non valida quale prova del campionato del mondo. Emerson Fittipaldi ottenne invece sia il giro più veloce che  la pole.

## Classifica
I risultati del Gran Premio sono stati i seguenti:
| Pos | Nº | Pilota               | Costruttore  | Giri      | Tempo/Ritiro | Pos. Griglia |
| --- | -- | -------------------- | ------------ | --------- | ------------ | ------------ |
| 1   | 8  | Carlos Reutemann     | Brabham-Ford | 37        | 1h 37'16"248 | 2            |
| 2   | 10 | Ronnie Peterson      | March-Ford   | 37        | +1'32"656    | 3            |
| 3   | 9  | Wilson Fittipaldi    | Brabham-Ford | 37        |              | 4            |
| 4   | 5  | Helmut Marko         | BRM          | 36        | + 1 giro     | 11           |
| 5   | 2  | Dave Walker          | Lotus-Ford   | 36        | + 1 giro     | 5            |
| 6   | 11 | Luiz Bueno           | March-Ford   | 35        | + 2 giri     | 10           |
| Rit | 1  | Emerson Fittipaldi   | Lotus-Ford   | 32        | Sospensione  | 1            |
| Rit | 6  | Alex Soler-Roig      | BRM          | 32        | Sospensione  | 12           |
| Rit | 14 | Carlos Pace          | March-Ford   | 1         | Acceleratore | 7            |
| Rit | 12 | Henri Pescarolo      | March-Ford   | 0         | Acceleratore | 8            |
| Rit | 4  | Peter Gethin         | BRM          | 0         | Acceleratore | 9            |
| NP  | 3  | Jean-Pierre Beltoise | BRM          | Non parte | Iniezione    | 6            |
| NQ  | 7  | Andrea De Adamich    | Surtees-Ford |           |              |              |
| NQ  | 15 | Reine Wisell         | Surtees-Ford |           |              |              |